# Commelina mwatayamvoana
Commelina mwatayamvoana är en himmelsblomsväxtart som beskrevs av Paul Auguste Duvigneaud och Jeanine Dewit. Commelina mwatayamvoana ingår i släktet himmelsblommor, och familjen himmelsblomsväxter. IUCN kategoriserar arten globalt som akut hotad.
Artens utbredningsområde är Kongo-Kinshasa. Inga underarter finns listade.